# Jan Hero Kolk
Jan Hero Kolk (Hoogezand, 24 augustus 1845 - Groningen, 12 juli 1925) was een Nederlandse burgemeester.

## Leven en werk
Kolk werd in 1845 in Hoogezand geboren als zoon van de winkelier Berend Geerts Kolk en van Jantje Hilbrands. Kolk was van zijn beroep houtkoper. Op 17 mei 1883 werd hij benoemd tot opvolger van Nanning Theodoricus Wildeman als burgemeester van Slochteren. Hij vervulde deze functie gedurende twaalf jaar. Met ingang van 20 mei 1895 kreeg hij op zijn verzoek eervol ontslag als burgemeester van Slochteren. Hij werd in deze functie opgevolgd door Harm Everts Broekema.
In 1894 nam de raad van Slochteren een motie aan, waarin betreurd werd dat Kolk zich in zijn functie van burgemeester laatdunkend had uitgelaten over een plaatselijke onderwijzer en enkele raadsleden, die hij beschuldigde van socialistische sympathieën en het voeren van oppositie.
Kolk trouwde op 16 oktober 1867 te Bellingwolde met Frouwina Dallinga, dochter van een landbouwer uit Siddeburen. Na haar overlijden in 1902 hertrouwde hij met Willemina Meijer. Kolk overleed in juli 1925 op 79-jarige leeftijd in zijn woonplaats Groningen. Hij werd begraven op de Zuiderbegraafplaats aldaar.